# Felipe II de Toucy
Felipe de Toucy (hacia 1280-después de 1300) fue un noble italiano, señor de Laterza y conde titular de Trípoli y príncipe titular de Antioquía.

## Biografía
Su madre fue Lucía de Trípoli, condesa de Trípoli y princesa titular de Antioquía, hija de Bohemundo VI de Antioquía y Sibila de Armenia. Su padre fue Narjot de Toucy, señor de Laterza, capitán general del reino de Albania y almirante del reino de Sicilia, hijo de Felipe de Toucy, regente del Imperio latino de Constantinopla y Portia de Roye. 
Trípoli fue conquistado por los mamelucos en 1289 y sus padres se dirigieron al reino de Nápoles. Su padre, Narjot, murió en 1293, y su madre no volvió a casarse, por lo que Felipe heredó el feudo de su padre. Felipe se casó en 1299 con Leonor de Anjou, hija de Carlos II de Anjou, rey de Nápoles. Lucía murió ese mismo año, y su hijo heredo el título de príncipe de Antioquía y conde de Trípoli. Sin embargo, su matrimonio con Leonor fue disuelto el 17 de enero de 1300 por el papa Bonifacio VIII porque estaban emparentados y no habían pedido dispensa al papa para casarse. La fecha exacta de su muerte es desconocida si bien no muy lejana en 1300. 
Los derechos nominales sobre Antioquía y Trípoli pasaron a Margarita de Lusignan (fallecida en 1308), hija de Enrique de Antioquía, que era hijo de Bohemundo IV de Antioquía y I de Trípoli.